# Åshammar
För andra betydelser, se Åshammar (olika betydelser).
Åshammar är en tätort i Sandvikens kommun. Genom tätorten rinner Borrsjöån vilken mynnar i Storsjön. Vid Alsjön i byn finns det en badplats.

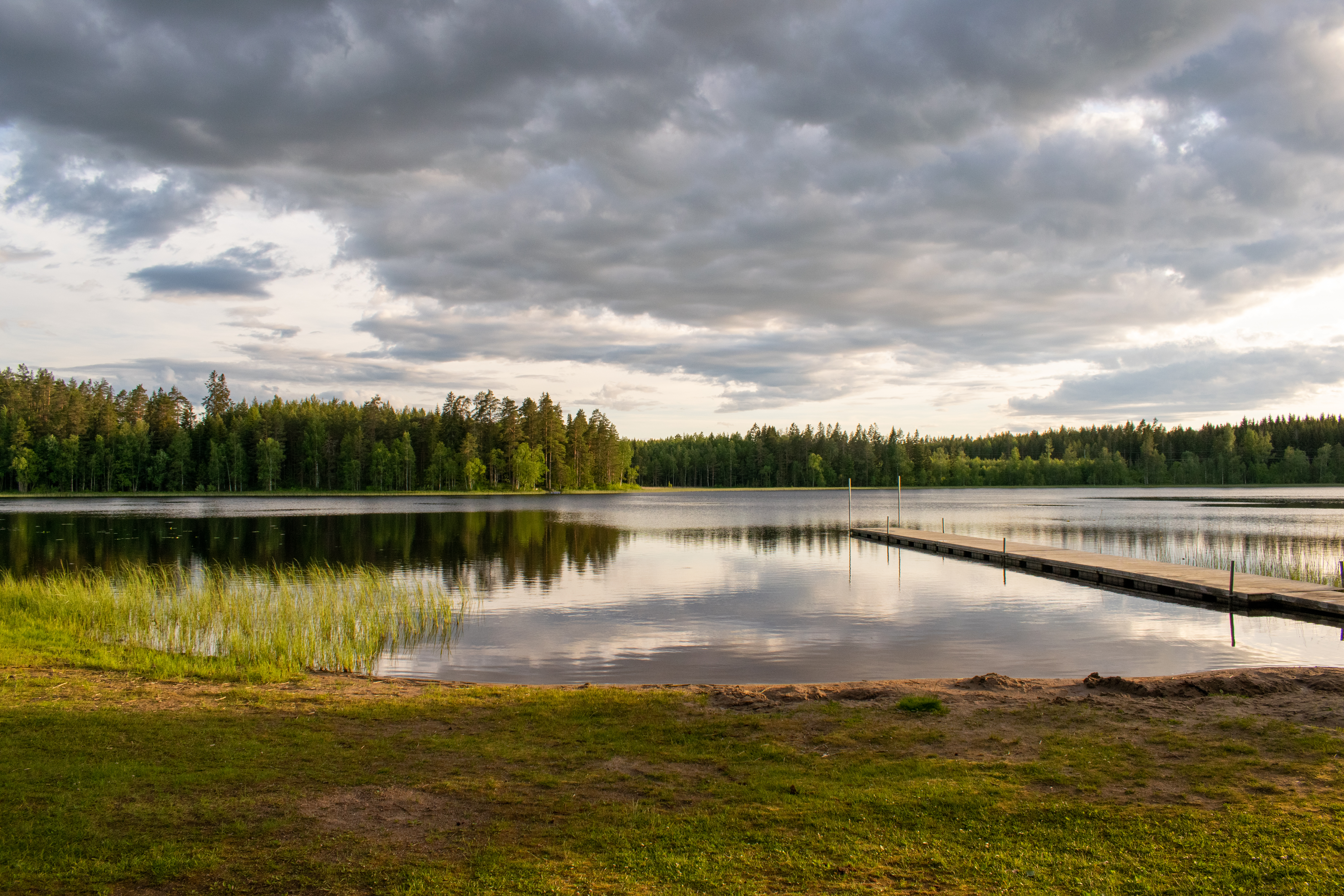
Badplatsen vid Alsjön

## Befolkningsutveckling
| Befolkningsutvecklingen i Åshammar 1920–2020                                                                                           | Befolkningsutvecklingen i Åshammar 1920–2020 | Befolkningsutvecklingen i Åshammar 1920–2020 | Befolkningsutvecklingen i Åshammar 1920–2020 | Befolkningsutvecklingen i Åshammar 1920–2020 |
| --- | -------------------------------------------- | -------------------------------------------- | -------------------------------------------- | -------------------------------------------- |
| |                                              |                                              |                                              |                                              |
| År |                                              |                                              | Folkmängd                                    | Areal (ha)                                   |
| 1920 | 1920                                         |                                              | 700                                          | ##                                           |
| 1930 | 1930                                         |                                              | 740                                          | ##                                           |
| 1935 | 1935                                         |                                              | 672                                          | ##                                           |
| 1940 | 1940                                         |                                              | 694                                          | ##                                           |
| 1945 | 1945                                         |                                              | 726                                          | ##                                           |
| 1950 | 1950                                         |                                              | 832                                          | ##                                           |
| 1960 | 1960                                         |                                              | 816                                          | 170                                          |
| 1965 | 1965                                         |                                              | 891                                          | 168                                          |
| 1970 | 1970                                         |                                              | 883                                          | 172                                          |
| 1975 | 1975                                         |                                              | 927                                          | 180                                          |
| 1980 | 1980                                         |                                              | 956                                          | 180                                          |
| 1990 | 1990                                         |                                              | 878                                          | 176                                          |
| 1995 | 1995                                         |                                              | 832                                          | 177                                          |
| 2000 | 2000                                         |                                              | 759                                          | 174                                          |
| 2005 | 2005                                         |                                              | 760                                          | 174                                          |
| 2010 | 2010                                         |                                              | 727                                          | 171                                          |
| 2015 | 2015                                         |                                              | 535                                          | 83                                           |
| 2020 | 2020                                         |                                              | 674                                          | 167                                          |
| Anm.: Området nordväst om järnvägen utgjorde mellan 2015 och 2020 en separat småort. ## Som tätort/befolkningsagglomeration 1920–1950. |                                              |                                              |                                              |                                              |

## Samhället
Ortens skola, Alsjöskolan, är en F-3-skola med ca 100 elever. Bredvid finns även en kommunal förskola med 3 avdelningar.
I centrum finns det ett bibliotek, pizzeria och en matbutik. 

## Föreningar
I Åshammar finns det ett antal aktiva föreningar. Åshammars IK har ca 550 medlemmar och är verksamma inom fotbollen, gymnastik och skidor.
PRO anordnar möten och träffar med aktiviteter så som fester, försäljning av lotter eller allsång.

## Näringsliv
Det finns ett flertal småföretag på orten, till exempel fönsterfabrik, såg, snickeri och härdverkstad. Bultfabriken Bumax har stor tillverkning i Åshammar. Orten har haft en hästskofabrik och ett hyvleri.